# Ex Pastificio Pantanella (via Casilina)
L'ex Pastificio Pantanella è stato un complesso industriale di Roma, situato nel quartiere Prenestino-Labicano, all'inizio di via Casilina, nei pressi di Porta Maggiore.

## Storia

### La ditta Ducco e Valle
Nel 1871, i piemontesi Pietro Ducco e Francesco Valle, che già possedevano una negozio di cereali e granaglie in via del Gesù a Roma, ottennero dal Comune il permesso di costruire uno stabilimento per la macinazione dei cereali con 20 mulini a vapore nel lotto di terreno posto fra le vie Prenestina e Casilina, poco fuori Porta Maggiore, dove è posto il monumento sepolcrale del fornaio romano Marco Virgilio Eurisace. Con questo nuovo stabilimento, la ditta Ducco e Valle giunse a rappresentare, per volume d'affari, la seconda società dei mulini romani dopo la società di Michelangelo Pantanella, che si trovava negli edifici che attorniano la basilica di Santa Maria in Cosmedin, nel rione Ripa.

### Il pastificio Michelangelo Pantanella
I vari componenti del complesso furono costruiti in diversi momenti, il primo dei quali fu il silos nel 1915.
Nel 1926, l'ingegnere Alberto Naldini progettò un'autorimessa nelle adiacenze del silos, la quale però, non venne realizzata.

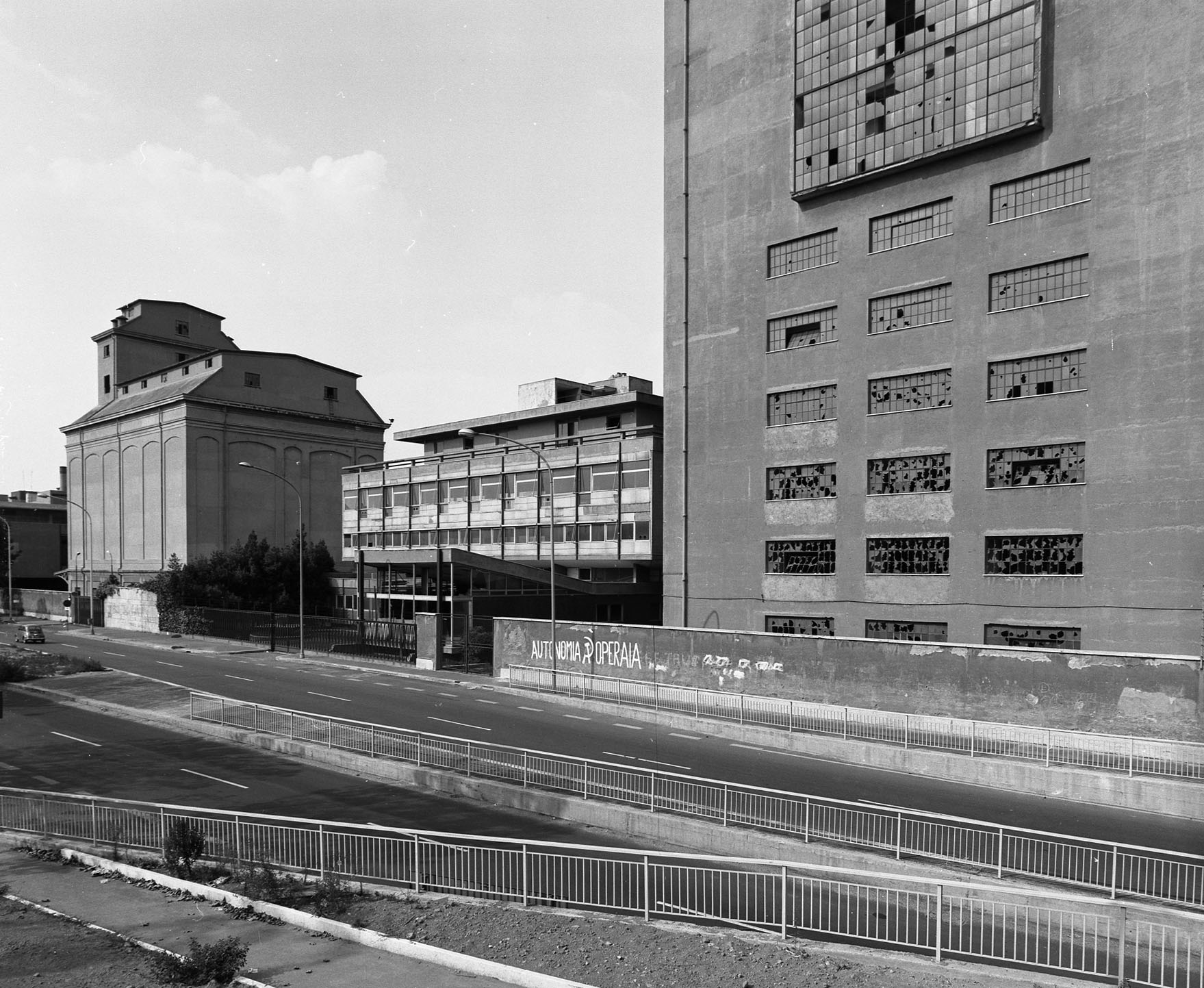
Molino, biscottificio e silos lato via Casilina.

In seguito alla decisione del Governatorato di utilizzare gli edifici di via dei Cerchi per il nuovo Museo di Roma, nel 1928 la Pantanella presenta un piano di potenziamento dello stabilimento di via Casilina e, nel 1929, vi si trasferì la "Società molini e pastificio Pantanella".
Nel 1937 l'architetto Pietro Aschieri realizzò il progetto del Naldini, effettuando prima alcune rivisitazioni.
In seguito ai danneggiamenti subiti durante il bombardamento di Roma del 19 luglio del 1943, nel 1950 venne effettuata la ricostruzione e l'aggiunta del nuovo mulino, ad opera dell'architetto Vittorio Ballio Morpurgo.

Tra il 1958 e il 1961 viene realizzato il biscottificio dall'architetto Silvano Ricci. La Pantanella fu per un paio di decenni (anni cinquanta e sessanta) un'azienda d'avanguardia e di rilievo europeo.
Negli anni sessanta la vasta proprietà passò sotto diverse altre proprietà, fino a quando, dal 1970, il pastificio entrò in una grave crisi finanziaria. I circa 400 dipendenti iniziarono uno sciopero che si protrasse per oltre un anno con l'occupazione della fabbrica, fino all'accordo tra la proprietà e i lavoratori firmato il 24 novembre 1971. Ma i progetti di ristrutturazione dell'azienda, che prevedevano tra l'altro la costruzione di un secondo stabilimento a Latina, non furono mai sviluppati e il pastificio Pantanella chiuse definitivamente. 
La struttura rimase abbandonata fino alla fine degli anni ottanta, quando divenne rifugio per centinaia di extracomunitari in un'occupazione abitativa guidata dal fondatore della Caritas don Luigi Di Liegro e dall'associazione United Asian Workers Association (Uawa). Alla fine del 1990 la struttura venne sgomberata. 
Gli edifici vennero così acquistati dalla società Acqua Pia Antica Marcia che, tra il 1998 e il 2001, ne ha curato il recupero e la riconversione a residence, su progetto dell'architetto Bruno Moauro.
Negli anni recenti il marchio è stato acquisito dal pastificio Favellato di Isernia, che ha messo in commercio vari formati di pasta con logo "Pantanella-Roma dal 1882", venduti perlopiù all'estero.